# Jordan Bardella
Jordan Bardella (Drancy, Illa de França, 13 de setembre de 1995) és un polític francès, president del Reagrupament Nacional des de novembre de 2022.

## Biografia
Jordan Bardella va néixer el 13 de setembre de 1995 a Drancy.
El 2012, es va unir al Front Nacional (FN), que va passar a dir-se Reagrupament Nacional (RN) el 2018. Al costat de Sébastien Chenu i Julien Sanchez, es va convertir en portaveu del partit després de la derrota de Marine Le Pen a les eleccions presidencials de 2017. A l'any següent, Le Pen també el va designar com a president del Front National de la Jeunesse (FNJ), que més tard es va convertir en la Generació Nacional (GN), joventuts del partit. Des de 2019 s'exerceix com a vicepresident de la RN al costat de Steeve Briois.
Va ser el principal candidat de Reagrupament Nacional en les eleccions al Parlament Europeu de 2019. Des de llavors, és Diputat al Parlament Europeu. També es va exercir com a president de les Joventuts del Front Nacional (FNJ), que després va passar a dir-se Generació Nacional (GN).

### Líder de Reagrupament Nacional
En el XVIII congrés de la Reagrupament Nacional en novembre de 2022 Jordan Bardella es va convertir en el líder del partit succeint Marine Le Pen aconseguint el 85% de suport dels membres del partit, davant del 15% que va tenir Louis Aliot, l'alcalde de Perpinyà. En 2024 va tornar a ser el principal candidat de Reagrupament Nacional en les eleccions al Parlament Europeu. Amb un 31,37% dels vots emesos, i 30 escons, la llista que liderà arribà a guanyar les eleccions Europees a França, per davant de la llista presidencial de Valérie Hayer (14,60% i 13 escons).